# Dirk Spierenburg

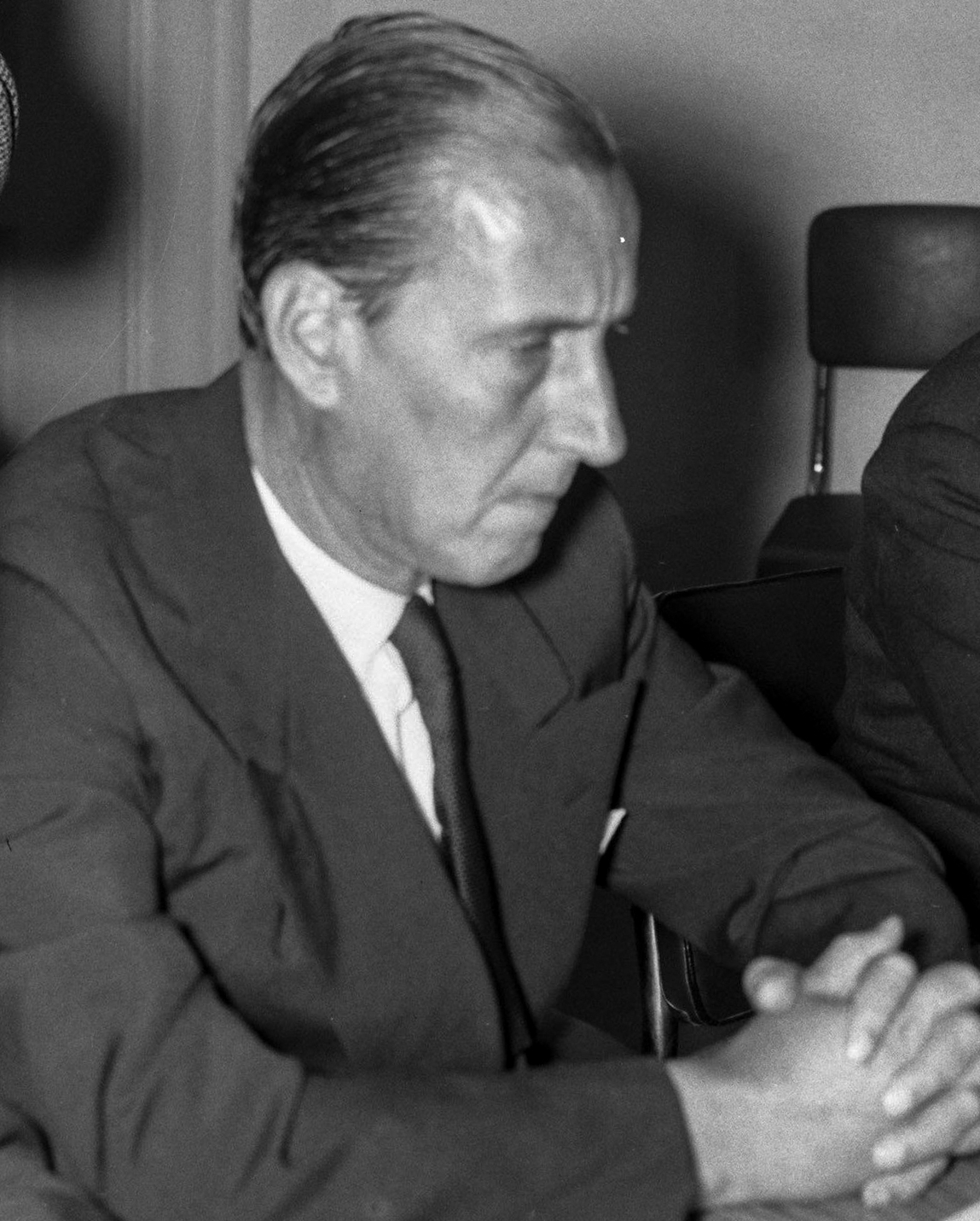
Dirk Spierenburg (1959)

Dirk Pieter Spierenburg (Rotterdam, 4 februari 1909 – Wassenaar, 27 augustus 2001) was een Nederlands ambtenaar en diplomaat.
Spierenburg was van 1952 tot 1958 lid van de Hoge Autoriteit van de Europese Gemeenschap voor Kolen en Staal en fungeerde daarna tot 1963 als vice-president. Van 1963 tot 1971 was hij hoofd Permanente Vertegenwoordiging bij Euratom en de Europese Economische Gemeenschap (EEG) in Brussel en aansluitend tot 1974 hoofd Permanente Vertegenwoordiging bij de NAVO.
- Bibliothèque nationale de France: cb12379475k (data)
- Biografisch Portaal: 03199333
- Gemeinsame Normdatei: 1031741674
- International Standard Name Identifier: 0000 0000 4287 1526
- Library of Congress Control Number: no00034195
- Nederlandse Thesaurus van Auteursnamen: 072100206
- Parlement.com: vge7dtpprefi
- Système universitaire de documentation: 032843887
- Virtual International Authority File: 14852435
- WorldCat: E39PBJqk8yHPVPRM6gP4G7XWXd